# Organ Mountains-Desert Peaks National Monument

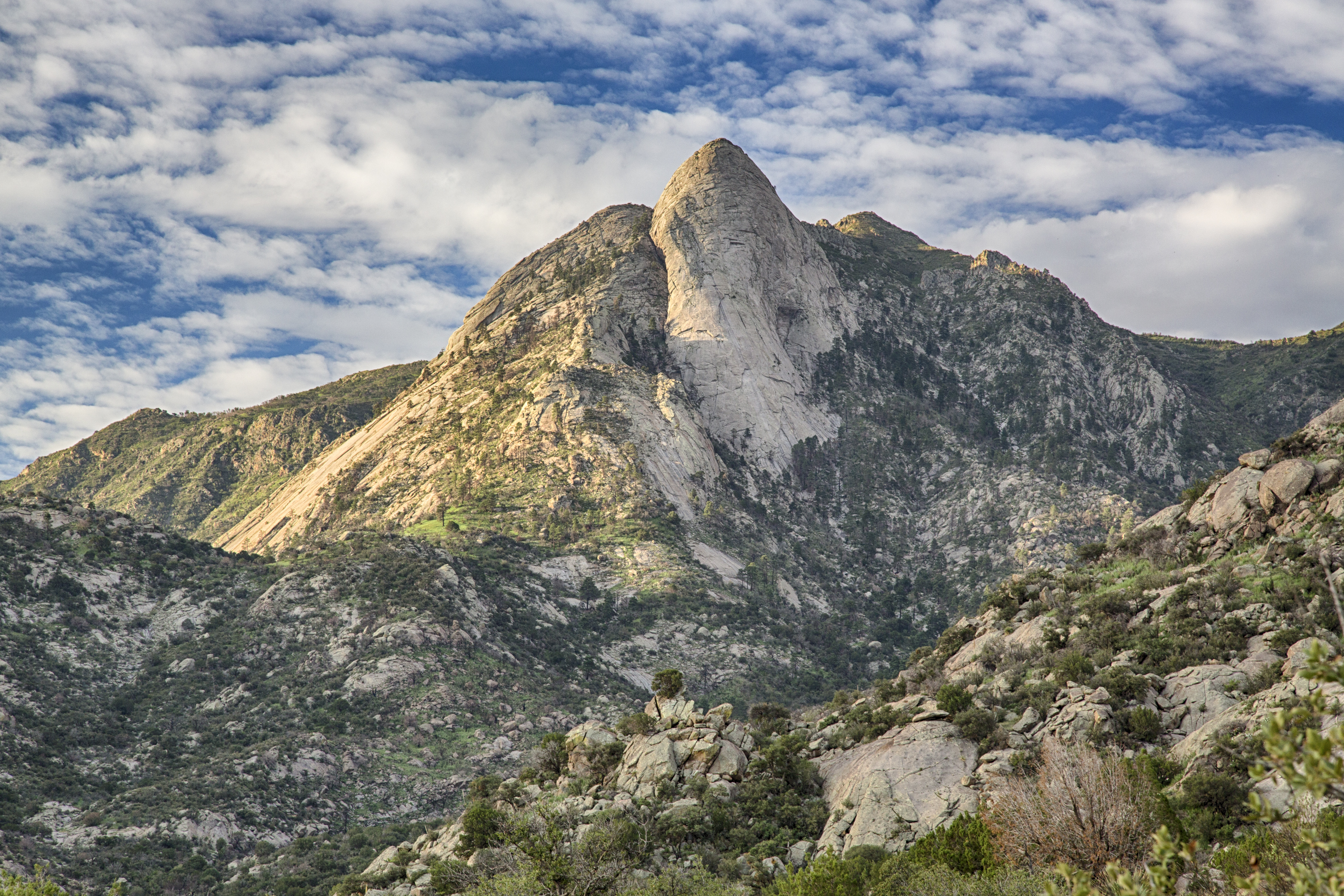
Sugarloaf Peak in den Organ Mountains

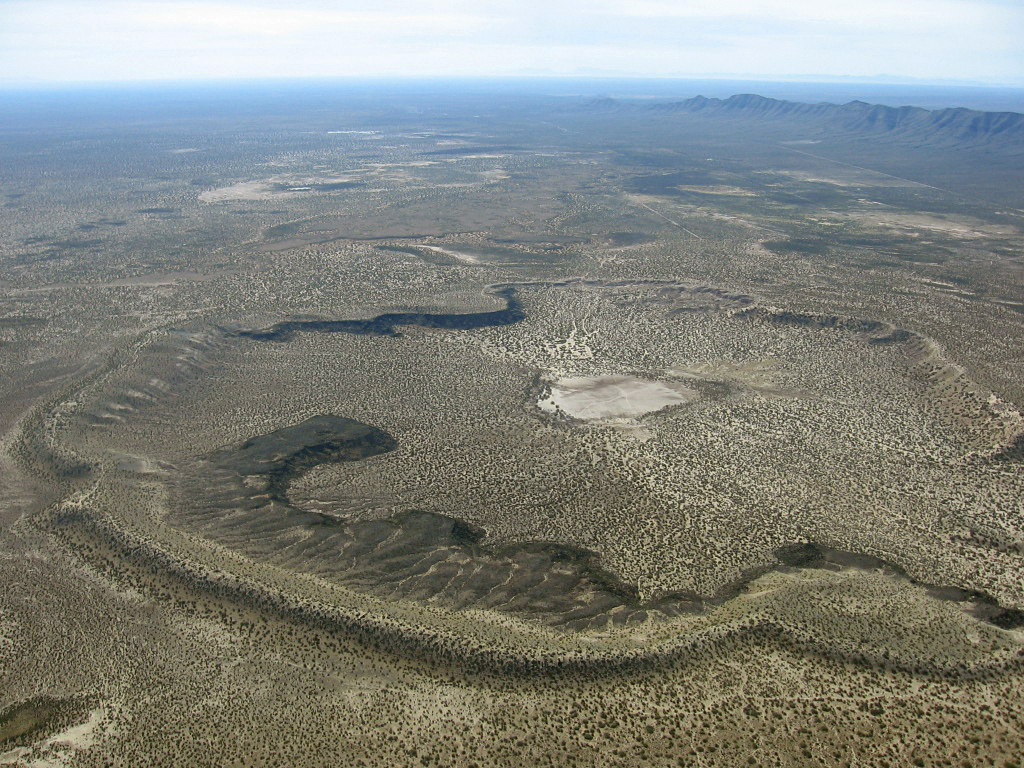
Kilbourn Hole

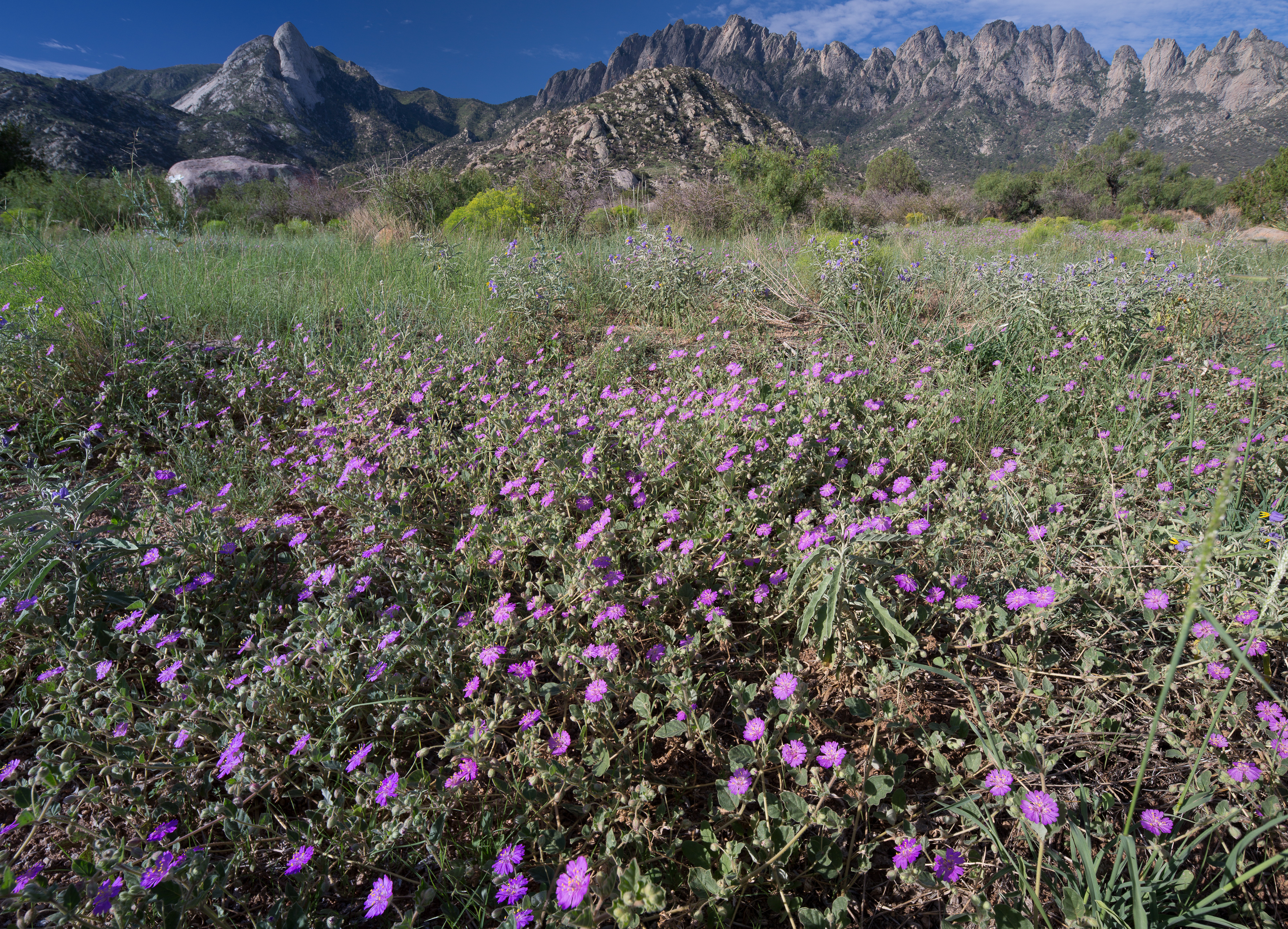
Blumen

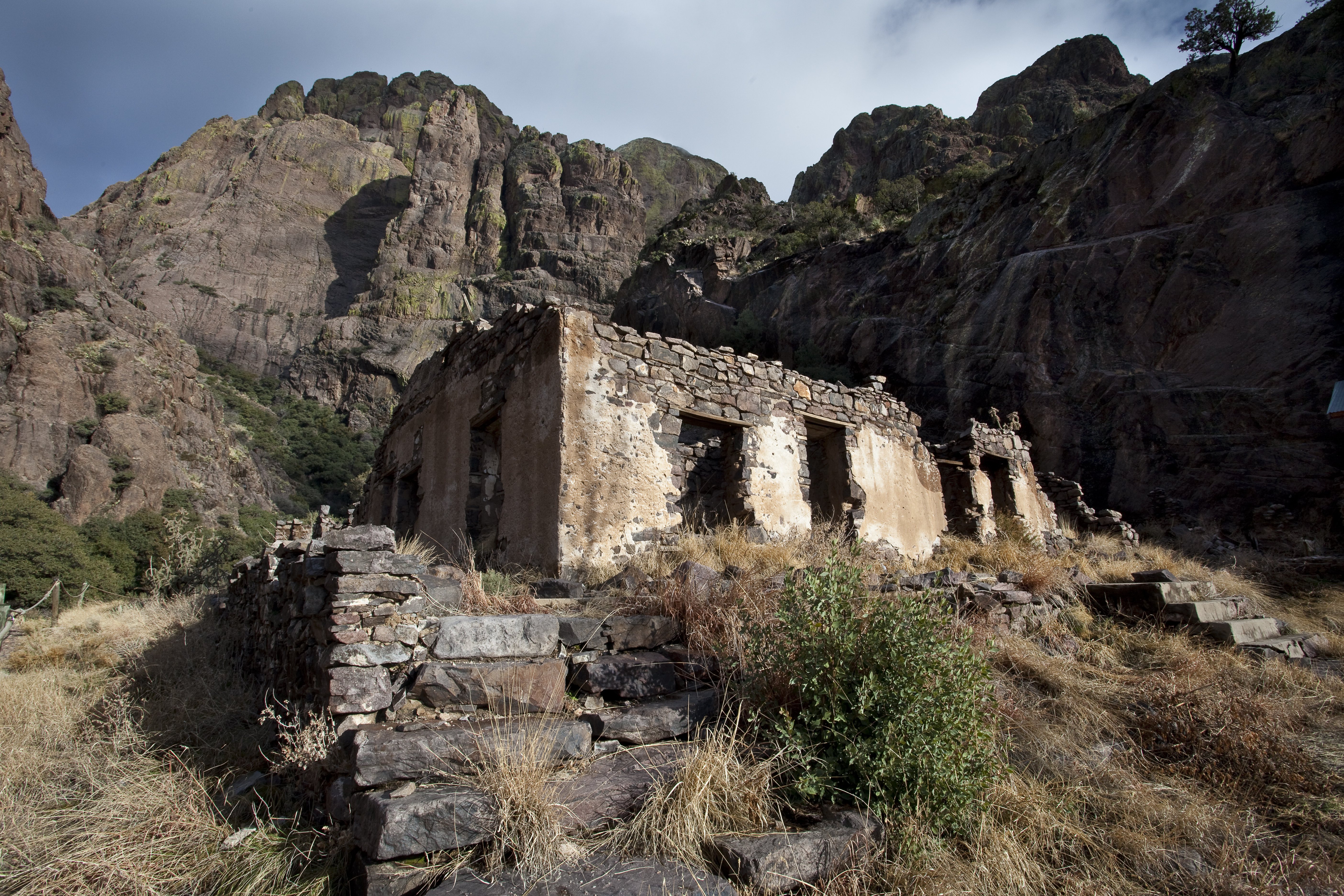
Überreste eines Hauses

Das Organ Mountains-Desert Peaks National Monument ist ein US-amerikanisches National Monument im Doña Ana County um die Stadt Las Cruces in New Mexico. Das Schutzgebiet besteht aus vier getrennten Teilflächen. Eine Teilfläche reicht mehrfach bis an den Rio Grande. Es liegt in der Nordspitze der Chihuahua-Wüste. Es wurde durch Präsident Barack Obama durch eine Presidential Proclamation, als Teil des National Landscape Conservation System, am 21. Mai 2014 mit einer Flächengröße von 496.330 Acres (200.860 ha) ausgewiesen. Das Schutzgebiet wurde wegen seiner Landschaft und der Bedeutung für Wissenschaft, Geschichte und prähistorischer Funde ausgewiesen. Die nordwestliche Teilfläche des Schutzgebietes grenzt direkt an das Prehistoric Trackways National Monument. Das Gebiet geht an einer Stelle fast bis zur Grenze an Mexikanischen Bundesstaat Chihuahua.

## Verwaltung
Das Organ Mountains-Desert Peaks National Monument steht unter der Verwaltung des Bureau of Land Management (BLM). Die gesamten Flächen befinden sich im Bundesbesitz und wurde bereits vor der Ausweisung vom BLM betreut. Grundstücken innerhalb der Grenzen des Schutzgebietes, die nicht im Besitz oder unter der Kontrolle der Vereinigten Staaten sind, werden bei Erwerb des Eigentums oder der Kontrolle durch die Vereinigten Staaten Teil des Schutzgebietes.
Im Schutzgebiet ist Wandern, Jagen, Camping, Vogelbeobachten, Klettern, Mountainbiken, Reiten und weitere Freizeitnutzungen erlaubt.
Außer für Notfall- oder genehmigte Verwaltungszwecke ist die Benutzung von Kraftfahrzeugen und Fahrrädern im Schutzgebiet nur auf ausgewiesenen Straßen und Wegen gestattet. Es dürfen keine zusätzlichen Straßen oder Wege für die Benutzung von Kraftfahrzeugen oder nicht motorisierten Fahrzeugen angelegt werden, es sei denn, dies ist für die öffentliche Sicherheit oder den Schutz des Schutzgebietes notwendig.

## Tiere- und Pflanzenarten
Es gibt Fundstelle von Fossilien wie die Shelter Cave und die Conkling Cavern.
Unter den Tierarten im Wüstengebiet befinden sich der Kojote, Puma Maultierhirsch, Audubon-Baumwollschwanzkaninchen, Klapperschlangenarten, einige Vogelarten und zahlreiche Eidechsenarten. Es kommen Greifvogelarten wie Aplomadofalke, Rotschwanzbussard und Steinadler vor. Das Dickhornschaf ist inzwischen ausgestorben.
Es kommen die Pflanzenarten bzw. -gattungen Fouquieria splendens, Mesquitebäume, Kreosotbusch, Opuntien, Yucca faxoniana, Barrel cactus, Dasylirion, Agaven und Gutierrezia vor.

## Menschen im Gebiet
Die Indianer Amerikas bewohnen dieses Gebiet seit über 10.000 Jahren. In die Felsen und Klippen sind hunderte von Petroglyphen eingemeißelt. Diverse Felsbilder und Keramikfragmente zeigen, dass sich die frühen Bewohner der Region im Laufe der Zeit von wandernden Jägern zu semi-permanenten Dorfbewohnern entwickelten. 243 archäologische Fundstellen wurden entdeckt. Der El Camino Real de Tierra Adentro National Historic Trail erinnert an eine frühe Handelsroute die zahlreiche bereits existierende indianische Wanderwege verband. In den 1800er Jahren war das Gebiet um die Organ Mountains-Desert Peaks von zentraler Bedeutung für mehrere Schlachten zwischen den Apachen, Spaniern, Mexikanern und Amerikanern. Im Sezessionskrieg von 1861 bis 1865, zwischen den Truppen der Union und der Konföderierten, fanden hier die ersten Kämpfe in New Mexico statt. Einer Legende nach hat in den Robledo Mountains der berühmte Apachenführer Geronimo eine Höhle genutzt, um sich vor US-Soldaten zu verstecken. Während die Soldaten am einzigen Eingang der heutigen Geronimo's Cave Wache standen, verschwand der Apachenführer auf mysteriöse Weise spurlos. Eine US-Militärheliographenstation aus den 1880er Jahren, deren Überreste noch auf dem Lookout Peak in den Robledo Mountains stehen, übermittelte während der Westkampagnen der Armee gegen Indianerstämme Morsezeichen. 20 Miles der Butterfield Overland Mail verliefen im Gebiet. Billy the Kid hat dieses Gebiet wiederholt durchquert. Während er sich in den Robledo-Bergen versteckte, soll er am Outlaw Rock, den heute noch sichtbaren, Schriftzug the Kid hinterlassen haben. Während des Zweiten Weltkrieges baute das United States Army Corps of Engineers auf 18 Acre Fläche große Bombenziele, deren Überreste noch heute die Landschaft prägen. Von umliegenden Flugplätzen gestartete Bomber warfen Bomben während Übungsflügen ab. Im Kilbourne Hole übten Astronauten des Apollo-Programms.
Während Die Ausweisung von National Monuments häufig von der lokalen Bevölkerung kritisiert wurde, waren 60 Prozent der Wahlberechtigten im  Doña Ana County für die Ausweisung.